# Napeogenes ellariformis
Napeogenes ellariformis är en fjärilsart som beskrevs av Embrik Strand 1912. Napeogenes ellariformis ingår i släktet Napeogenes och familjen praktfjärilar. Inga underarter finns listade i Catalogue of Life.